# NGC 1633
NGC 1633 é uma galáxia espiral barrada (SBab) localizada na direcção da constelação de Taurus. Possui uma declinação de +07° 20' 59" e uma ascensão recta de 4 horas, 40 minutos e 09,1 segundos.
A galáxia NGC 1633 foi descoberta em 9 de Dezembro de 1798 por William Herschel.